# Djävulen & ängeln
Djävulen & ängeln är ett album från år 2000 av Tomas Ledin, producerat av Patrik Frisk. På albumlistorna nådde det som högst andra plats i Sverige och 15:e plats i Finland.
Albumet spelades in i Sidelake Studios, Polar Studios och Acasso Studio och producerades av Patrik Frisk. Medverkande musiker var Christer Jansson på trummor, Frisk på bas, keyboards, gitarr och sång och Jonas Isaksson på gitarr.

## Låtlista
Alla låtar är skrivna av Tomas Ledin.
1. "Du om någon borde veta" – 4:26
2. "Sanningen" – 3:44
3. "Hej mitt liv" – 3:34
4. "Vi drev hjälplöst" – 4:51
5. "Kärlek på jobbet" – 3:17
6. "Balladen om djävulen och ängeln" – 5:52
7. "En sak" – 4:06
8. "Det blir inte alltid som man tänkt sig" – 3:46
9. "Hopp (om en ljusare värld)" – 2:51
10. "Vad är det som händer" – 5:04
11. "Hon brukar vänta på bussen" – 3:25
12. "Den största lyckan" – 3:33

## Mottagande
I Svenska Dagbladet gav Dan Backman albumet betyget 3/6. Han menade att Ledin på albumet låter exakt som förr och beskrev albumet som "fyrkantigt" och "svenskt". Han konstaterade vidare att albumet var "förutsägbart", men också att Ledin kan skriva "både snygg och effektiv popmusik".

## Listplaceringar
| Lista (2000-2001) | Position |
| ----------------- | -------- |
| Finland           | 15       |
| Sverige           | 2        |